# Milo White

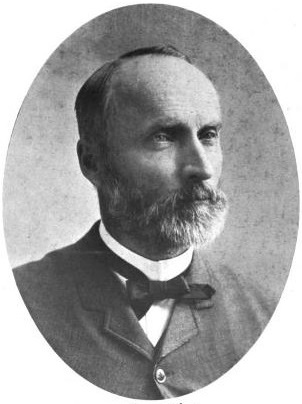
Milo White

Milo White (* 17. August 1830 in Fletcher, Franklin County, Vermont; † 18. Mai 1913 in Chatfield, Minnesota) war ein US-amerikanischer Politiker.
In seiner Heimat Vermont besuchte Milo White die öffentlichen Schulen und die Brigham Academy in Bakersfield. Er zog 1853 nach New York und 1855 nach Chatfield im Minnesota-Territorium, wo er sich zunächst im Handelsgewerbe betätigte. Von 1872 bis 1876 sowie 1881 und 1882 war er Mitglied des Senats von Minnesota. Danach wurde er als Republikaner in den Kongress gewählt und vertrat dort den Bundesstaat Minnesota vom 4. März 1883 bis zum 3. März 1887 im Repräsentantenhaus der Vereinigten Staaten. Nach zwei Legislaturperioden schied er aus dem Kongress aus; sein Mandat ging an den Demokraten Thomas Wilson. Daraufhin widmete sich White wieder seinem früheren Beruf. Er bekleidete in der Folge mehrere Amtszeiten das Amt des Bürgermeisters von Chatfield; eine angestrebte Rückkehr ins US-Repräsentantenhaus scheiterte im Jahr 1898.
Milo White starb 1913 in Chatfield und wurde auf dem dortigen Friedhof beigesetzt.